# Пајсијевић
Пајсијевић је насеље у Србији у општини Кнић у Шумадијском округу. Према попису из 2022. има 332 становника (према попису из 2011. било је 461 становника).

## Демографија
У насељу Пајсијевић живи 438 пунолетних становника, а просечна старост становништва износи 46,0 година (43,4 код мушкараца и 48,5 код жена). У насељу има 181 домаћинство, а просечан број чланова по домаћинству је 3,01.
Ово насеље је великим делом насељено Србима (према попису из 2002. године), а у последња три пописа, примећен је пад у броју становника.
|  |

| Демографија | Демографија | Демографија |
| Година      | Становника  | Становника  |
| ----------- | ----------- | ----------- |
| 1948.       | 1.220       |             |
| 1953.       | 1.147       |             |
| 1961.       | 1.051       |             |
| 1971.       | 889         |             |
| 1981.       | 833         |             |
| 1991.       | 657         | 634         |
| 2002.       | 545         | 547         |
| 2011.       | 461         |             |
| 2022.       | 332         |             |

| Етнички састав према попису из 2002.‍ | Етнички састав према попису из 2002.‍ | Етнички састав према попису из 2002.‍ | Етнички састав према попису из 2002.‍ | Етнички састав према попису из 2002.‍ |
| ------------------------------------ | ------------------------------------ | ------------------------------------ | ------------------------------------ | ------------------------------------ |
|                                      |                                      |                                      |                                      |                                      |
| Срби                                 | Срби                                 |                                      | 540                                  | 99,08%                               |
| Црногорци                            | Црногорци                            |                                      | 4                                    | 0,73%                                |
| непознато                            | непознато                            |                                      | 0                                    | 0,0%                                 |

| Година пописа     | 1948. | 1953. | 1961. | 1971. | 1981. | 1991. | 2002. |
| ----------------- | ----- | ----- | ----- | ----- | ----- | ----- | ----- |
| Број домаћинстава | 237   | 240   | 253   | 234   | 245   | 204   | 181   |

| Број чланова      | 1  | 2  | 3  | 4  | 5  | 6  | 7 | 8 | 9 | 10 и више | Просек |
| ----------------- | -- | -- | -- | -- | -- | -- | - | - | - | --------- | ------ |
| Број домаћинстава | 45 | 49 | 27 | 22 | 10 | 17 | 7 | 4 | 0 | 0         | 3,01   |

| Пол    | Укупно | Неожењен/Неудата | Ожењен/Удата | Удовац/Удовица | Разведен/Разведена | Непознато |
| ------ | ------ | ---------------- | ------------ | -------------- | ------------------ | --------- |
| Мушки  | 219    | 51               | 144          | 21             | 3                  | 0         |
| Женски | 240    | 25               | 143          | 63             | 9                  | 0         |
| УКУПНО | 459    | 76               | 287          | 84             | 12                 | 0         |

| Пол    | Укупно                    | Пољопривреда, лов и шумарство | Рибарство                            | Вађење руде и камена | Прерађивачка индустрија       |
| ------ | ------------------------- | ----------------------------- | ------------------------------------ | -------------------- | ----------------------------- |
| Мушки  | 108                       | 38                            | 0                                    | 0                    | 37                            |
| Женски | 48                        | 19                            | 0                                    | 0                    | 20                            |
| УКУПНО | 156                       | 57                            | 0                                    | 0                    | 57                            |
| Пол    | Производња и снабдевање   | Грађевинарство                | Трговина                             | Хотели и ресторани   | Саобраћај, складиштење и везе |
| Мушки  | 19                        | 1                             | 4                                    | 0                    | 4                             |
| Женски | 1                         | 0                             | 2                                    | 1                    | 1                             |
| УКУПНО | 20                        | 1                             | 6                                    | 1                    | 5                             |
| Пол    | Финансијско посредовање   | Некретнине                    | Државна управа и одбрана             | Образовање           | Здравствени и социјални рад   |
| Мушки  | 0                         | 0                             | 2                                    | 1                    | 0                             |
| Женски | 0                         | 0                             | 2                                    | 2                    | 0                             |
| УКУПНО | 0                         | 0                             | 4                                    | 3                    | 0                             |
| Пол    | Остале услужне активности | Приватна домаћинства          | Екстериторијалне организације и тела | Непознато            | Непознато                     |
| Мушки  | 1                         | 0                             | 0                                    | 1                    | 1                             |
| Женски | 0                         | 0                             | 0                                    | 0                    | 0                             |
| УКУПНО | 1                         | 0                             | 0                                    | 1                    | 1                             |